# Харлем (Монтана)
Ха́рлем (англ. Harlem, ассинибойн Agásam tiʾóda) — город в округе Блейн штата Монтана, США. Согласно переписи 2010 года, население составляло 808 человек.
Харлем был основан как железнодорожная станция на Большой северной железной дороге. Его название происходит от имени голландского города Харлем. Ныне город является третьим по величине поселением округа Блейн. Жители Харлема заняты в основном в сельском хозяйстве и на транспортном центре к северу от индейской резервации Форт-Белнап.
По данным Бюро переписи населения, площадь города составляет 1,11 км². Поблизости от Харлема протекает река Милк.
По данным переписи 2010 года, в городе насчитывалось 808 человек, 307 домохозяйств и 204 семьи. Плотность населения составляла 728 чел./км². Расовый состав распределялся следующим образом:
- 42,1 % — белые;
- 52,2 % — коренные американцы;
- 0,1 % — тихоокеанцы;
- 0,1 % — другие расы;
- 5,4 % — две и более рас;
- 4,0 % — латиноамериканцы.

В 307 домохозяйствах насчитывалось 36,2 % человек возрастом до 18 лет; 44,6 % жителей были женаты и проживали совместно; 15,6 % домохозяйств были представлены незамужними женщинами; 6,2 % — холостыми мужчинами. Средний размер домохозяйства был равен 2,49, а средний размер семьи — 3,08. Средний возраст жителей составлял 36 лет и 7 месяцев. 28,6 % жителей были моложе 18 лет; 8,5 % были в возрасте от 18 до 24 лет; 22,4 % — от 25 до 44 лет, 23,7 % — от 45 до 64; 17 % жителей были старше 65 лет. В городе насчитывалось 45,3 % мужчин и 54,7 % женщин.